# Драгомир Сакеларов
Драгомир Петров Сакеларов е български юрист и общественик, радетел за добруджанската кауза.

## Биография
Роден е в гр. Добрич, България на 17 ноември 1889 г. Завършва обучение по италианска литуратура и драматическо изкуство в Италия.
Завръща се от Италия през 1914 г. Бежанец е от Добруджа, заета от Румъния към 1914 г.
Дългогодишен член е на ВДСС и на ръководството на добруджанската организация във Варна.
Като адвокат осъществява процесуална защита на четници и добруджанци по заведени срещу тях дела в съд във Варна.
Председател е на добруджанското дружество във Варна към 23 май 1926 г. Помощник-кмет е на Варна към 9 декември 1926 г.
Женен е за Надежда Аврамова. В неизвестност е след 1945 г.